# Kiss That Frog
Kiss That Frog è il quarto singolo del musicista britannico Peter Gabriel estratto dall'album Us e pubblicato nel 1993.

## Il brano
La storia del brano è ispirata dal libro Il mondo incantato ("The Uses of Enchantment. The Meaning and Importance of Fairy Tales") di Bruno Bettelheim, vincitore del National Book Award nel 1977. Il libro esplora il rapporto tra fiabe e miti freudiani e il caso della favola Il principe ranocchio è affrontato in termini sessuali.
Peter Gabriel concepì il brano mentre stava lavorando alla colonna sonora del film Birdy - Le ali della libertà del 1984.
Il video, diretto da Brett Leonard, ha vinto l'MTV Video Music Awards per i migliori effetti speciali (Best Visual Effects) nel 1994.

## Formazione
- Peter Gabriel: voce
- Marilyn McFarlane - cori
- David Rhodes – chitarra
- Manny Elias: Shaker senegalesi
- Richard Blair e David Bottrill: programmazioni
- The Adzido Drummers: percussioni
- PG: percussioni, programmazione, tastiere, Armonica a bocca[2].

## Versioni
- 1993 – Peter Gabriel, Kiss That Frog, 45gg, Virgin, Real World Real World Records – PGS 10, Virgin – 7243 8 92089 7 9, Regno Unito, Europa, prodotto da Lanois[3]. Questa versione contiene i brani seguenti:

1. "Kiss That Frog (Edit Of Album Version)" — 4:15
2. "Kiss That Frog (Mindblender Mix) (Edit)" — 3:56.

- 1993 – Peter Gabriel, Kiss That Frog, CD, Virgin, Real World Real World Records – PGSDG 10, Virgin – 7243 8 92090 2 0, Regno Unito, Europa, prodotto da Lanois[4]. Questa versione contiene i brani seguenti:

1. "Kiss That Frog (Edit Of Album Version)" — 4:15
2. "Digging In The Dirt (Rich E Mix)" — 7:20
3. "Kiss That Frog (Mindblender Mix)" — 6:45.